# 류겸 선생 묘
류겸 선생 묘는 경기도 고양시 덕양구 행신동에 있다. 1991년 6월 25일 고양시의 향토문화재 제31호로 지정되었다.

## 개요
행신동 진주류씨 묘역내에 위치하며 조선조 중기에 조성된 문인석 등이 배치되어 있다.

## 현지 안내문
이 묘소는 진주류씨 묘역 중앙에 위치한 고려 말 조선조 전기의 인물인 류겸 선생의 무덤이다. 묘는 충주최씨(忠州崔氏)와 합장된 형태이며 묘 앞에는 묘비를 비롯하여 상석, 망주석, 문인석 등이 배치되어 있다. 묘소 봉분 앞레 건립되어 있는 비석에는 통정대부보문각직제학청백리류겸묘숙부인충주최씨부좌(通政大夫寶文閣直提學淸白吏柳謙墓淑夫人忠州崔氏祔左)라 기록되어 있다. 석물들의 양식으로 볼 때 묘소는 조선조 후기에 대대적으로 정비한 것으로 보인다. 양옆의 문인석은 섬세한 조각수법과 시립자세 및 홀의 위치 등에서 조선시대 묘제의 기법을 그대로 볼 수 있는 뛰어난 작품이다. 특히 묘비의 좌대를 대신하여 익살스러운 소형 귀부(龜趺)가 만들어져 있는데 일반적인 묘비에서는 보기 드문 예이다.
류겸은 고려 말 조선조 전기의 인물로 고려 공민왕 6년(1357)에 태어나 조선 태종 11년(1411)에 돌아간 문신이다. 호는 서헌(西軒), 고려 우왕 6년(1380) 문과에 급제하고 조선조 태종 10년에 형조참의와 보문각 직제학을 지냈으며 세종 조에 청백리에 선정된 인물이다. 본래 묘소는 고양시 덕양구 화전(花田)에 있다가 1937년 지금의 자리로 이전하였다.